# Nothacus tuberculatus
Nothacus tuberculatus är en spindeldjursart som beskrevs av David C.M. Manson 1984. Nothacus tuberculatus ingår i släktet Nothacus och familjen Eriophyidae. Inga underarter finns listade i Catalogue of Life.